# Willy Bogner senior
Wilhelm „Willy“ Bogner senior (* 7. Februar 1909 in Traunstein; † 27. Juli 1977 in Hausham) war ein deutscher Skisportler, Gründer der Bekleidungsfirma Bogner GmbH und Vater von Willy Bogner junior.

## Werdegang
Willy Bogner war Skispringer, mehrfacher deutscher Meister in der Nordischen Kombination und in derselben Disziplin Dritter der Nordischen Skiweltmeisterschaft 1935 in Vysoké Tatry (Hohe Tatra). Zudem gewann er die Silbermedaille mit der Mannschaft (4 × 10 km) im Skilanglauf bei der Nordischen Skiweltmeisterschaft 1934 in Sollefteå. Bogner nahm 1936 in Garmisch-Partenkirchen an den Olympischen Winterspielen teil, bei denen er im Einzel in der Nordischen Kombination den zwölften und mit der Skilanglauf-Staffel den sechsten Platz belegte. Er sprach stellvertretend für die Athleten den olympischen Eid.
Bogner gründete 1932 den Willy-Bogner-Skivertrieb, seine spätere Frau Maria Lux entwarf Sportkleidung, die Willy Bogner produzieren ließ und sehr erfolgreich vermarktete. Von 1936 bis 2014 trugen die Skisportler des deutschen Kaders bei Olympischen Winterspielen traditionell Bogner-Bekleidung.
Bogner trat zum 13. April 1933 der SS bei (SS-Nummer 142.276), zum 21. Februar 1937 wurde er zum Untersturmführer befördert.
Aus der 1937 geschlossenen Ehe mit Maria Lux (1914–2002) gingen drei Kinder hervor: Rosemarie (* 1939), Michael (* 1941) und Willy jun. (* 1942).
Willy Bogner senior starb mit 68 Jahren und wurde auf dem Bergfriedhof von Gmund am Tegernsee bestattet. Seine Frau Maria wurde 2002 neben ihm beerdigt.